# Epropetes howdenorum
Epropetes howdenorum là một loài bọ cánh cứng trong họ Cerambycidae.